# Eva McKenzie
Eva McKenzie (nacida como Eva Belle Heazlit, 5 de noviembre de 1889 - 15 de septiembre de 1967) fue una actriz estadounidense. Apareció en 150 películas — Principalmente de género Wéstern — entre 1915 y 1944.
McKenzie se casó con el actor Robert McKenzie, el matrimonio duró hasta la muerte de Robert en 1949. Apareció junto con su esposo en la película de Los Tres Chiflados The Yoke's on Me, interpretando una pareja.
McKenzie fue madre de las actrices Ida Mae McKenzie, Ella McKenzie y Fay McKenzie.

## Filmografía
- Pioneer Trail (1938)
- Oily to Bed, Oily to Rise (1939)
- The Yoke's on Me (1944)